# Zorzor District
Zorzor District är ett distrikt i Liberia.   Det ligger i regionen Lofa County, i den norra delen av landet, 220 km nordost om huvudstaden Monrovia.